# TonleSap Airlines

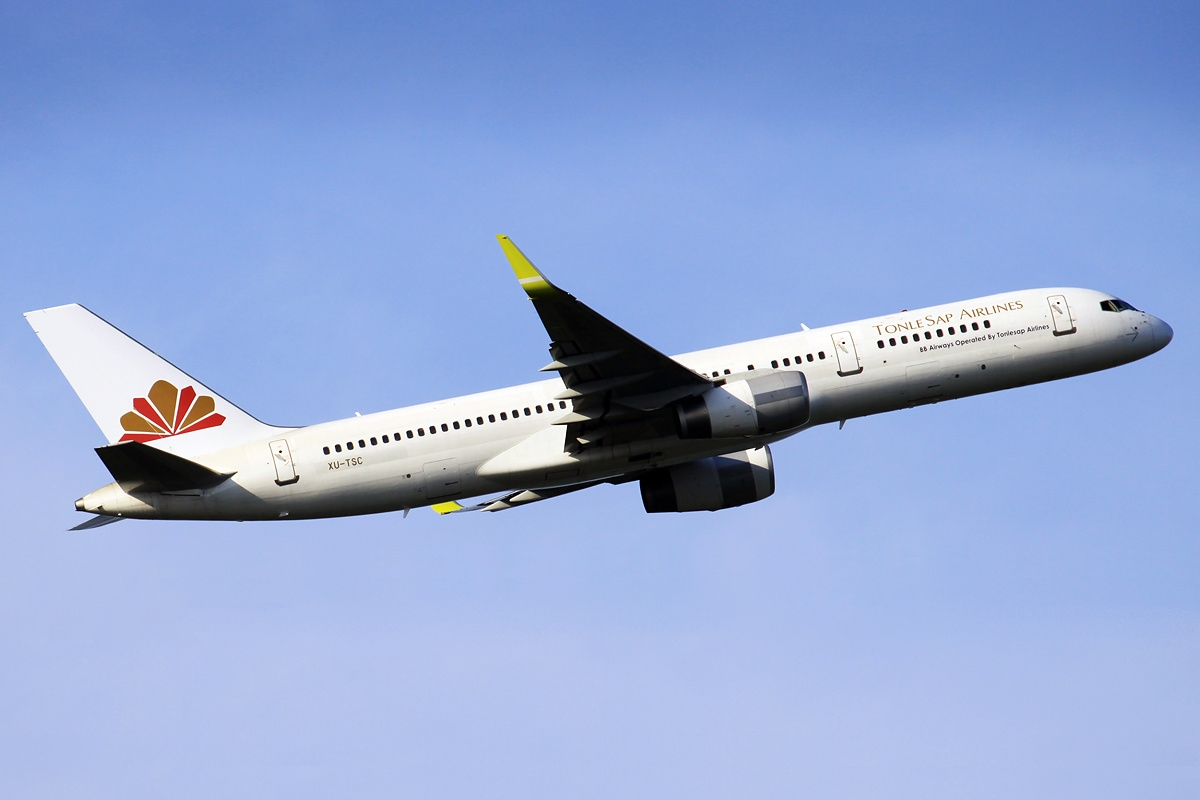
Boeing 757—200 TonleSap Airlines

TonleSap Airlines — друга за величиною авіакомпанія Королівства Камбоджа зі штаб-квартирою в столиці — місті Пномпень. Авіакомпанія названа в честь найбільшого в Південно-Східній Азії озера Тонлесап. Перший політ борт авіакомпанії скоїв 21 січня 2011 року. Порт приписки авіакомпанії Міжнародний аеропорт Пномпень.

## Напрями

### Внутрішні
- Камбоджа
  - Пномпень — Міжнародний аеропорт Пномпень
  - Сіємреап — Міжнародний аеропорт Сіємреап

### Міжнародні

#### Регулярні
- Китай
  - Пекін — Міжнародний аеропорт Пекін-Шоуду
  - Shanghai — Шанхай Міжнародний аеропорт Пудун
  - Нінбо — Міжнародний аеропорт Нінбо Ліше
  - Куньмін — Міжнародний аеропорт Куньмін Уцзяба

#### Чартерні
- Китай
  - Чунцін — Міжнародний аеропорт Чунцін Цзянбей
  - Гонконг — Міжнародний аеропорт Чхеклапкок
- Тайвань
  - Таоюань — Міжнародний аеропорт Тайвань Таоюань
  - Гаосюн — Міжнародний аеропорт Гаосюн
- Таїланд
  - Паттая — Міжнародний аеропорт У-Тапао

## Флот
В даний час авіакомпанія має у своєму розпорядженні двома літаками — Boeing 737—300 і Boeing 757—200.